# Adonisea arefacta
Adonisea arefacta là một loài bướm đêm trong họ Noctuidae.